# Copa do Mundo de Rugby Union de 2007
O Campeonato Mundial de Râguebi Union ou Copa do Mundo de Rugby Union de 2007 realizou-se entre os dias 7 de setembro e 20 de outubro de 2007 em França, Escócia e no País de Gales. Foi a sexta edição do torneio, tendo participado 20 selecções nacionais divididas em 4 grupos de 5 componentes cada. O vencedor foi a África do Sul, ao vencer a Inglaterra na final por 15-6.
Esta edição foi marcada pela estreia da Seleção Portuguesa de Rugby Union, constituída exclusivamente por jogadores amadores.

## Estádios

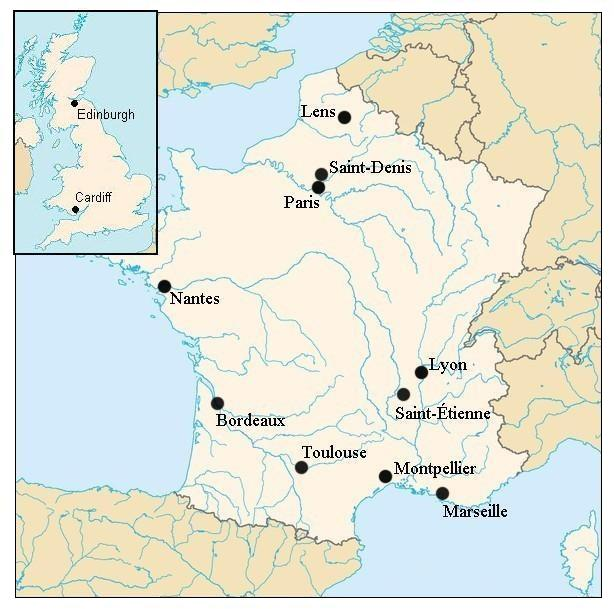
Mapa de onde foram jogadas as partidas

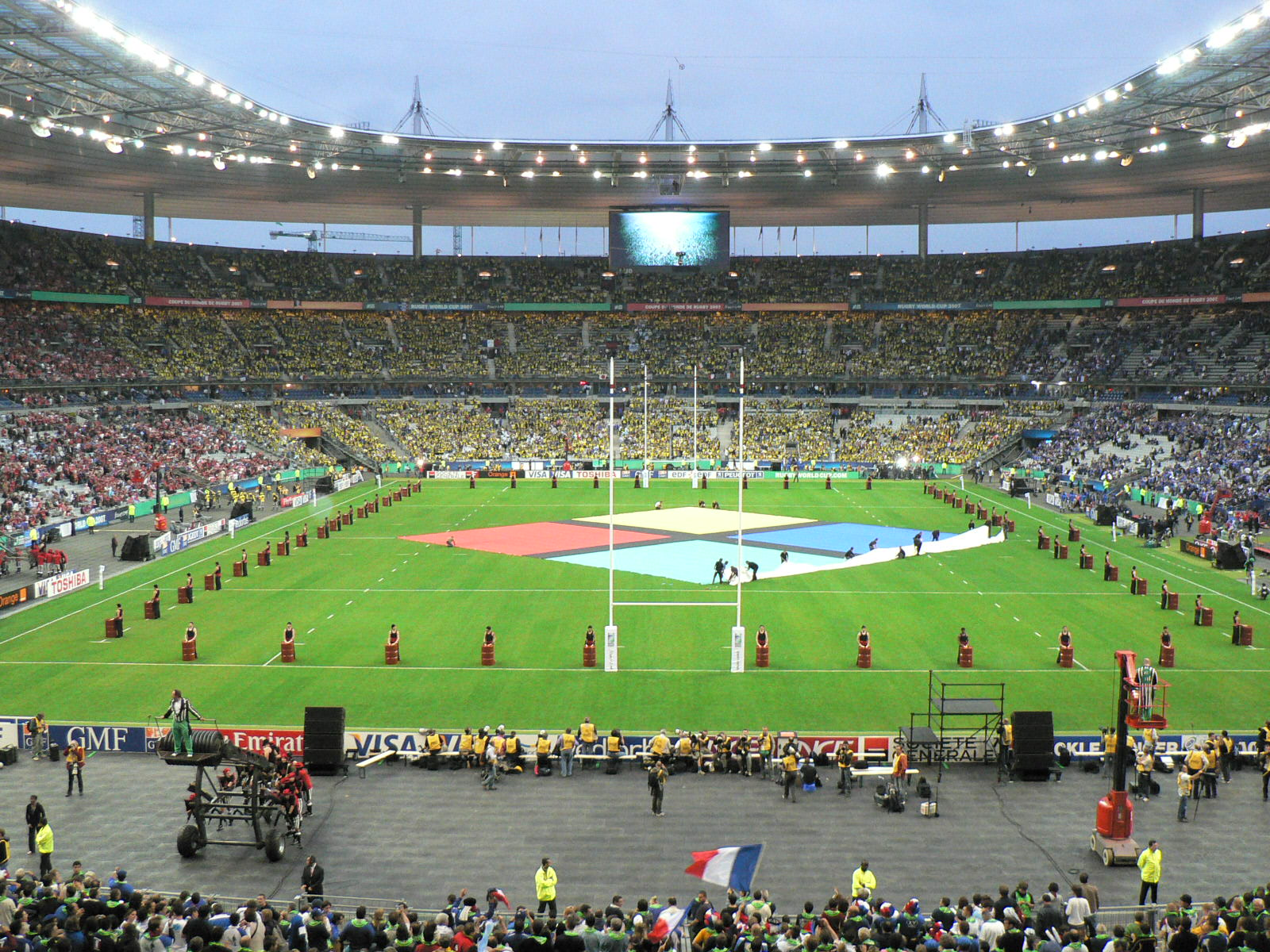
Cerimônia de abertura no Stade de France.

| Cidade              | Estádio                 | Capacidade | Mais informações |
| ------------------- | ----------------------- | ---------- | ---------------- |
| Saint-Denis (Paris) | Stade de France         | 80.000     |                  |
| Cardiff             | Millennium Stadium      | 73.350     |                  |
| Edinburgh           | Murrayfield Stadium     | 68.000     |                  |
| Marseille           | Stade Vélodrome         | 59.500     |                  |
| Paris               | Parc des Princes        | 47.870     |                  |
| Lens                | Stade Félix Bollaert    | 41.400     |                  |
| Lyon                | Stade de Gerland        | 41.100     |                  |
| Nantes              | Stade de la Beaujoire   | 38.100     |                  |
| Toulouse            | Stadium de Toulouse     | 35.700     |                  |
| Saint-Étienne       | Stade Geoffroy-Guichard | 35.650     |                  |
| Bordeaux            | Stade Chaban-Delmas     | 34.440     |                  |
| Montpellier         | Stade de la Mosson      | 33.900     |                  |

## Países participantes
| África                    | Américas                              | Ásia    | Europa                                                                                            | Oceania                                            |
| ------------------------- | ------------------------------------- | ------- | ------------------------------------------------------------------------------------------------- | -------------------------------------------------- |
| - África do Sul - Namíbia | - Argentina - Canadá - Estados Unidos | - Japão | - Escócia - França - Geórgia - Inglaterra - Irlanda - Itália - País de Gales - Portugal - Romênia | - Austrália - Fiji - Nova Zelândia - Samoa - Tonga |

### Por grupo
| Grupo A                                                       | Grupo B                                             | Grupo C                                                 | Grupo D                                            |
| ------------------------------------------------------------- | --------------------------------------------------- | ------------------------------------------------------- | -------------------------------------------------- |
| - África do Sul - Inglaterra - Tonga - Samoa - Estados Unidos | - Austrália - Fiji - País de Gales - Japão - Canadá | - Nova Zelândia - Escócia - Itália - Romênia - Portugal | - Argentina - França - Irlanda - Geórgia - Namíbia |

## Sistema de pontuação
- 4 pontos - Vitória
- 2 pontos - Empate
- 0 pontos - Derrota

Pontuação bônus:

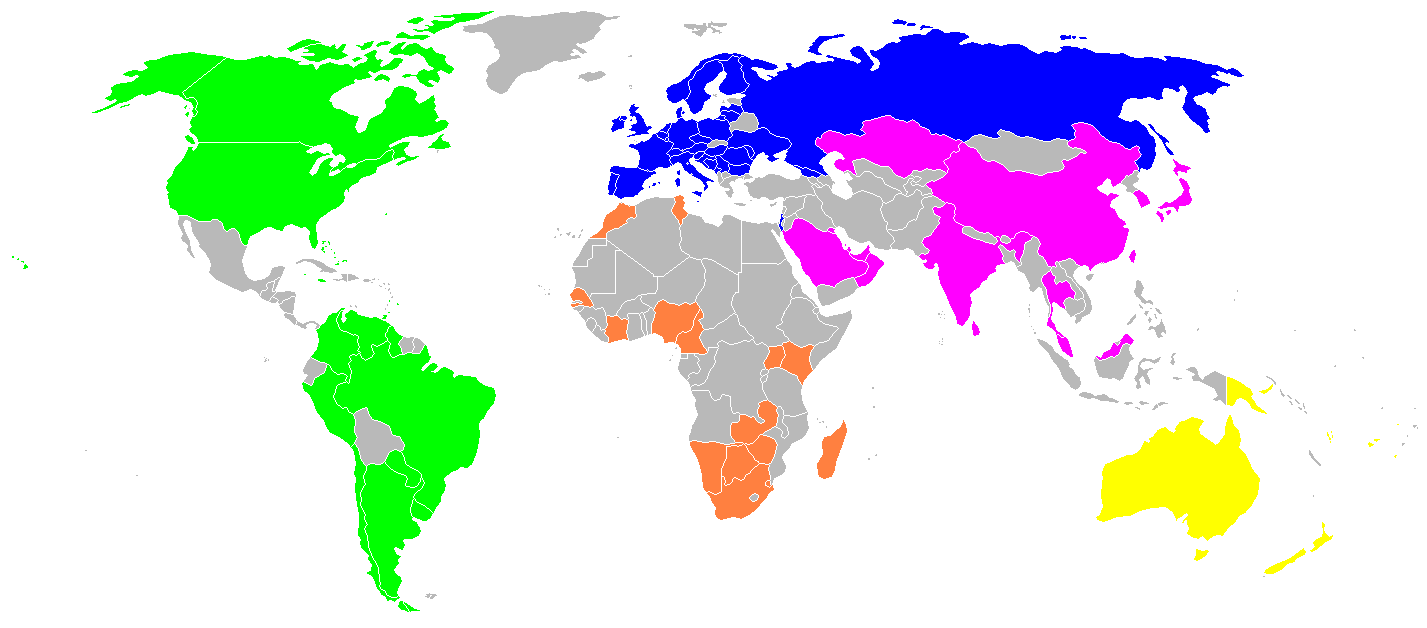
Países participantes das qualificações.

- 1 ponto por fazer mais de 4 ensaios
- 1 ponto por perder por menos de 7 pontos

## Comitiva portuguesa
- Treinador: Tomaz Morais

| - Jogadores: - André da Silva - Joaquim Ferreira - Juan Murré - Cristian Spachuck - Rui Cordeiro - Duarte Figueiredo - João Correia - David Penalva - Juan Severino - Gonçalo Uva | - Marcelo D'Orey - Diogo Coutinho - João Uva - Paulo Murinello - Tiago Girão - Vasco Uva - José Pinto - Luis Pissara - Duarte Cardoso Pinto - Gonçalo Mallheiro - Pedro Cabral | - Diogo Gama - Diogo Mateus - Frederico Sousa - Miguel Portela - David Mateus - Gonçalo Foro - Pedro Carvalho - António Aguilar - Pedro Leal |

## Primeira Fase

### Grupo A
| 8 de setembro 18:00                                                                                |          |                                                               |                                                                     |
| Inglaterra                                                                                         | 28 – 10  | Estados Unidos                                                | Stade Félix Bollaert, Lens Público: 36,755 Árbitro: Jonathan Kaplan |
| Tries: Robinson 35' m Barkley 40+' c Rees 49' c Con: Barkley (2/3) Pen: Barkley (3/3) 7', 22', 31' | (Report) | Tries: Moeakiola 74' c Con: Hercus (1/1) Pen: Hercus (1/1) 9' | Stade Félix Bollaert, Lens Público: 36,755 Árbitro: Jonathan Kaplan |

| 9 de setembro 16:00 |          |                                         |                                                              |
| África do Sul | 59 – 7   | Samoa                                   | Parc des Princes, Paris Público: 46,575 Árbitro: Paul Honiss |
| Tries: Habana (4) 33' m, 56' c, 66' c, 76' m Montgomery 40+' c, 53' m Fourie 47' c JP Pietersen 80+' c Con: Montgomery (5/8) Pen: Montgomery (3/3) 3', 10', 15' | (Report) | Try: Williams 18' c Con: Williams (1/1) | Parc des Princes, Paris Público: 46,575 Árbitro: Paul Honiss |

| 12 de setembro 14:00                                                          |          |                                                                                |                                                                           |
| Estados Unidos                                                                | 15 – 25  | Tonga                                                                          | Stade de la Mosson, Montpellier Público: 25,000 Árbitro: Stuart Dickinson |
| Tries: MacDonald 47' m Stanfill 67' c Con: Hercus (1/2) Pen: Hercus (1/2) 33' | (Report) | Tries: Maka 2' c Vaka 59' m Vaki 70' c Con: Hola (2/3) Pen: Hola (2/2) 7', 26' | Stade de la Mosson, Montpellier Público: 25,000 Árbitro: Stuart Dickinson |

| 14 de setembro 21:00 |        | |                                                                  |
| Inglaterra           | 0 – 36 | África do Sul | Stade de France, Saint-Denis Público: 77,523 Árbitro: Joël Jutge |
|                      |        | Tries: Smith 6' c Pietersen (2) 38' c, 64' c Con: Montgomery (3/3) Pen: Steyn (1/1) 11' Montgomery (4/4) 36', 46', 55', 79' | Stade de France, Saint-Denis Público: 77,523 Árbitro: Joël Jutge |

| 16 de setembro 16:00                       |          |                                                                     |                                                                          |
| Samoa                                      | 15 – 19  | Tonga                                                               | Stade de la Mosson, Montpellier Público: 24,128 Árbitro: Jonathan Kaplan |
| Pen: Williams (5/6) 6', 21', 23', 29', 69' | (Report) | Try: Taione 60' c Con: Hola (1/1) Pen: Hola (4/5) 3', 38', 47', 67' | Stade de la Mosson, Montpellier Público: 24,128 Árbitro: Jonathan Kaplan |

| 22 de setembro 14:00 |          |                                                                                    |                                                                  |
| África do Sul | 30 – 25  | Tonga                                                                              | Stade Félix Bollaert, Lens Público: 40,069 Árbitro: Wayne Barnes |
| Tries: Pienaar (2) 18' c, 65' m Smith 59' c Skinstad 62' m Con: Pretorius (1/1) Montgomery (1/3) Pen: Steyn (1/1) 54' Montgomery (1/1) 76' | (Report) | Tries: Pulu 44' c Hufanga 70' m Vaki 72' c Con: Hola (2/3) Pen: Hola (2/3) 9', 78' | Stade Félix Bollaert, Lens Público: 40,069 Árbitro: Wayne Barnes |

| 22 de setembro 16:00 |          |                                                                                |                                                                   |
| Inglaterra | 44 – 22  | Samoa                                                                          | Stade de la Beaujoire, Nantes Público: 37,022 Árbitro: Alan Lewis |
| Tries: Corry (2) 2' c, 76' c Sackey (2) 32' c, 80+' m Con: Wilkinson (3/4) Pen: Wilkinson (4/6) 15', 22', 33', 72' Drop: Wilkinson (2/3) 6', 69' | (Report) | Try: Polu 47' c Con: Crichton (1/1) Pen: Crichton (5/5) 9', 12', 38', 40+, 42' | Stade de la Beaujoire, Nantes Público: 37,022 Árbitro: Alan Lewis |

| 26 de setembro 20:00                                                                             |          |                                                                                       |                                                                              |
| Samoa                                                                                            | 25 – 21  | Estados Unidos                                                                        | Stade Geoffroy-Guichard, Saint-Étienne Público: 34,124 Árbitro: Wayne Barnes |
| Tries: Fa'atau 5' m Tuilagi 9' c Thompson 37' c Con: Crichton (2/3) Pen: Crichton (2/2) 30', 72' | (Report) | Tries: Ngwenya 53' c Stanfill 79' m Con: Hercus (1/2) Pen: Hercus (3/4) 32', 65', 75' | Stade Geoffroy-Guichard, Saint-Étienne Público: 34,124 Árbitro: Wayne Barnes |

| 28 de setembro 21:00 |          |                                                                            |                                                                |
| Inglaterra | 36 – 20  | Tonga                                                                      | Parc des Princes, Paris Público: 45,085 Árbitro: Alain Rolland |
| Tries: Sackey (2) 20' m, 38' m Tait 57' c Farrell 66' c Con: Wilkinson (2/4) Pen: Wilkinson (2/3) 14', 36' Drop: Wilkinson (2/2) 32', 72' | (Report) | Tries: Hufanga 17' c T-Pole 80' c Con: Hola (2/2) Pen: Hola (2/2) 11', 55' | Parc des Princes, Paris Público: 45,085 Árbitro: Alain Rolland |

| 30 de setembro 20:00 |          |                                                                          |                                                                          |
| África do Sul | 64 – 15  | Estados Unidos                                                           | Stade de la Mosson, Montpellier Público: 28,750 Árbitro: Tony Spreadbury |
| Tries: Burger 10' c Steyn 28' c Habana (2) 35' c, 42' m Van der Linde 48' c du Preez 54' c Fourie (2) 64' c, 73' c Smith 77' c Con: Montgomery (6/7) James (2/2) Pen: Montgomery (1/1) 17' | (Report) | Tries: Ngwenya 39' c Wyles 51' m Con: Hercus (1/2) Pen: Hercus (1/1) 20' | Stade de la Mosson, Montpellier Público: 28,750 Árbitro: Tony Spreadbury |

| Seleção        | Vitórias | Empates | Derrotas | Pontos a favor | Pontos contra | Bônus | Pontos |
| -------------- | -------- | ------- | -------- | -------------- | ------------- | ----- | ------ |
| África do Sul  | 4        | 0       | 0        | 189            | 47            | 3     | 19     |
| Inglaterra     | 3        | 0       | 1        | 108            | 88            | 2     | 14     |
| Tonga          | 2        | 0       | 2        | 89             | 96            | 1     | 9      |
| Samoa          | 1        | 0       | 3        | 69             | 143           | 1     | 5      |
| Estados Unidos | 0        | 0       | 4        | 61             | 142           | 1     | 1      |

### Formações

vs
vs
vs
vs
vs
vs
vs
vs
vs
vs

- Inglaterra vs  Estados Unidos
- África do Sul vs  Samoa
- Estados Unidos vs  Tonga
- Inglaterra vs  África do Sul
- Samoa vs  Tonga
- África do Sul vs  Tonga
- Inglaterra vs  Samoa
- Samoa vs  Estados Unidos
- Inglaterra vs  Tonga
- África do Sul vs  Estados Unidos

### Grupo B
| 8 de novembro 15:45 |          |                       |                                                            |
| Austrália | 91 – 3   | Japão                 | Stade de Gerland, Lyon Público: 40,043 Árbitro: Alan Lewis |
| Tries: Sharpe 18' m Elsom (3) 24' c, 34' m, 41' c Ashley-Cooper 46' c Latham (2) 53' c, 72' c Barnes (2) 57' c, 75' c Mitchell (2) 59' c, 66' c Smith 62' m Freier 80+' c Con: Mortlock (7/10) Giteau (3/3) Pen: Mortlock (2/2) 10', 16' | (Report) | Pen: K. Ono (1/1) 38' | Stade de Gerland, Lyon Público: 40,043 Árbitro: Alan Lewis |

| 9 de setembro 14:00 |          |                                                                       |                                                                      |
| País de Gales | 42 – 17  | Canadá                                                                | Stade de la Beaujoire, Nantes Público: 37,500 Árbitro: Alain Rolland |

vs
vs
vs
vs
vs
vs
vs
vs
vs
vs

| Try: Parker 52' c A.W. Jones 58' c S. Williams (2) 61' m, 63' c Charvis 68' c Con: S. Jones (4/5) Pen: Hook (3/4) 10', 15', 21' | (Report) | Tries: Cudmore 25' m Culpan 36' c Williams 45' m Con: Pritchard (1/3) | Stade de la Beaujoire, Nantes Público: 37,500 Árbitro: Alain Rolland |

| 12 de setembro 18:00                                                                            |          | |                                                                      |
| Japão                                                                                           | 31 – 35  | Fiji                                                                                                 | Stadium de Toulouse, Toulouse Público: 34,500 Árbitro: Marius Jonker |
| Tries: Thompson 51' c, 78' c Soma 62' m Con: Onishi (2/3) Pen: Onishi (4/4) 18', 30', 40+', 43' | (Report) | Tries: Qera 36' c, 49' c Rabeni 56' m Leawere 71' c Con: Little (3/4) Pen: Little (3/3) 4', 55', 74' | Stadium de Toulouse, Toulouse Público: 34,500 Árbitro: Marius Jonker |

| 15 de setembro 14:00                                                                           |          | |                                                                  |
| País de Gales                                                                                  | 20 – 32  | Austrália | Millennium Stadium, Cardiff Público: 71,022 Árbitro: Steve Walsh |
| Tries: J. Thomas 45' c S. Williams 76' c Con: Hook (2/2) Pen: S. Jones (1/3) 7' Hook (1/2) 54' | (Report) | Tries: Giteau 16' c Mortlock 35' m Latham (2) 40+' c, 60' c Con: Mortlock (2/2) Giteau (1/2) Pen: Mortlock (1/2) 2' Drop: Barnes (1/1) 23' | Millennium Stadium, Cardiff Público: 71,022 Árbitro: Steve Walsh |

| 16 de setembro 14:00                                                                                |          |                                                                           |                                                                      |
| Fiji                                                                                                | 29 – 16  | Canadá                                                                    | Millennium Stadium, Cardiff Público: 45,000 Árbitro: Tony Spreadbury |
| Tries: Leawere 22' c Ratuvou (2) 28' m, 80+' c Delasau 42' c Con: Little (3/4) Pen: Little (1/3) 8' | (Report) | Tries: Smith 60' c Con: Pritchard (1/1) Pen: Pritchard (3/4) 4', 27', 74' | Millennium Stadium, Cardiff Público: 45,000 Árbitro: Tony Spreadbury |

| 20 de setembro 21:00 |          |                                                                             |                                                                 |
| País de Gales | 72 – 18  | Japão                                                                       | Millennium Stadium, Cardiff Público: 35,245 Árbitro: Joël Jutge |
| Tries: A.W. Jones 11' c Hook 24' c T.R. Thomas 31' c Morgan 40+' m Phillips 42' c S. Williams (2) 48' m, 80' m D. James 52' c Cooper 59' c M. Williams (2) 64' c, 74' c Con: S. Jones (5/7) Sweeney (2/4) Pen: S. Jones (1/1) 23' | (Report) | Tries: Endo 19' m Onozawa 57' c Con: Robins (1/1) Pen: Onishi (2/2) 4', 37' | Millennium Stadium, Cardiff Público: 35,245 Árbitro: Joël Jutge |

| 23 de setembro 14:30 |          |                                                  |                                                                      |
| Austrália | 55 – 12  | Fiji                                             | Stade de la Mosson, Montpellier Público: 32,231 Árbitro: Nigel Owens |
| Tries: Giteau (2) 17' c, 36' m Mitchell (3) 31' c, 70' c, 79' m Ashley-Cooper 57' c Hoiles 74' m Con: Giteau (4/6) Pen: Giteau (3/3) 28', 42', 50' Drop: Barnes (1/1) 44' | (Report) | Tries: Neivua 40+' m Ratuva 47' c Con: Bai (1/1) | Stade de la Mosson, Montpellier Público: 32,231 Árbitro: Nigel Owens |

| 25 de setembro 18:00                                          |          |                                                  |                                                                        |
| Canadá                                                        | 12 – 12  | Japão                                            | Stade Chaban-Delmas, Bordeaux Público: 33,810 Árbitro: Jonathan Kaplan |
| Tries: Riordan 48' m van der Merwe 65' c Con: Pritchard (1/1) | (Report) | Tries: Endo 12' m Taira 80+' c Con: Onishi (1/2) | Stade Chaban-Delmas, Bordeaux Público: 33,810 Árbitro: Jonathan Kaplan |

| 29 de setembro 15:00 |          |                               |                                                                    |
| Austrália | 37 – 6   | Canadá                        | Stade Chaban-Delmas, Bordeaux Público: 35,200 Árbitro: Chris White |
| Tries: Baxter 24' m Freier 34' m Smith 51' m Mitchell (2) 63' c, 65' m Latham 73' c Con: Shepherd (2/3) Pen: Huxley (1/1) 2' | (Report) | Pen: Pritchard (2/2) 42', 54' | Stade Chaban-Delmas, Bordeaux Público: 35,200 Árbitro: Chris White |

| 29 de setembro 17:00 |          | |                                                                         |
| País de Gales | 34 – 38  | Fiji | Stade de la Beaujoire, Nantes Público: 37,080 Árbitro: Stuart Dickinson |
| Try: Popham 34' c S. Williams 45' c G. Thomas 48' m M. Jones 51' c M. Williams 73' m Con: Hook (1/1) S. Jones (2/4) Pen: S. Jones (1/2) 5' | (Report) | Tries: Qera 16' c Delasau 19' m Leawere 25' c Dewes 77' c Con: Little (3/4) Pen: Little (4/5) 21', 24', 54', 60' | Stade de la Beaujoire, Nantes Público: 37,080 Árbitro: Stuart Dickinson |

- Austrália vs  Japão
- País de Gales vs  Canadá
- Japão vs  Fiji
- País de Gales vs  Austrália
- Fiji vs  Canadá
- País de Gales vs  Japão
- Austrália vs  Fiji
- Canadá vs  Japão
- Austrália vs  Canadá
- País de Gales vs  Fiji

| Seleção       | Vitórias | Empates | Derrotas | Pontos a favor | Pontos contra | Bônus | Pontos |
| ------------- | -------- | ------- | -------- | -------------- | ------------- | ----- | ------ |
| Austrália     | 4        | 0       | 0        | 215            | 41            | 4     | 20     |
| Fiji          | 3        | 0       | 1        | 114            | 131           | 3     | 15     |
| País de Gales | 2        | 0       | 2        | 163            | 105           | 4     | 12     |
| Japão         | 0        | 1       | 3        | 64             | 210           | 1     | 3      |
| Canadá        | 0        | 1       | 3        | 51             | 120           | 0     | 2      |

### Grupo C
| 8 de setembro 13:45 |          |                                                                                     |                                                                  |
| Nova Zelândia | 76 – 14  | Itália                                                                              | Stade Vélodrome, Marseille Público: 58,612 Árbitro: Wayne Barnes |
| Tries: McCaw (2) 2' c, 7' c Howlett (3) 12' c, 56' c, 59' m Muliaina 15' c Sivivatu (2) 18' c, 29' m Jack 50' c Collins (2) 68' c, 70' c Con: Carter (7/9) McAlister (2/2) Pen: Carter (1/1) | (Report) | Tries: Stanojević 38' c Mi. Bergamasco 71' c Con: Bortolussi (1/1) De Marigny (1/1) | Stade Vélodrome, Marseille Público: 58,612 Árbitro: Wayne Barnes |

| 9 de setembro 18:00 |          |                                                                     |                                                                             |
| Escócia | 56 – 10  | Portugal                                                            | Stade Geoffroy-Guichard, Saint-Étienne Público: 34,162 Árbitro: Steve Walsh |

vs
vs
vs
vs
vs
vs
vs
vs
vs
vs

| Tries: R. Lamont (2) 12' c, 14' c S. Lawson 23' c Dewey 30' c Parks 57' c Southwell 60' c Brown 68' c Ford 76' c Con: Parks (5/5) Paterson (3/3) | (Report) | Try: Carvalho 28' c Con: D.C. Pinto (1/1) Pen: D.C. Pinto (1/1) 34' | Stade Geoffroy-Guichard, Saint-Étienne Público: 34,162 Árbitro: Steve Walsh |

| 12 de setembro 20:00                                                                                          |         |                                                                               |                                                                     |
| Itália | 24 – 18 | Romênia                                                                       | Stade Vélodrome, Marseille Público: 44,241 Árbitro: Tony Spreadbury |
| Tries: Dellapè 6' m Penalty try 55' c Con: Pez (1/1) Pen: Bortolussi (1/2) 14' Ramiro Pez (3/3) 62', 66', 72' |         | Tries: Manta 43' m Tincu 47' c Con: Dimofte (1/1) Pen: Dimofte (2/2) 70', 74' | Stade Vélodrome, Marseille Público: 44,241 Árbitro: Tony Spreadbury |

| 15 de setembro 13:00 |          |                                                                                                  |                                                             |
| Nova Zelândia | 108 – 13 | Portugal                                                                                         | Stade de Gerland, Lyon Público: 40,729 Árbitro: Chris White |
| Tries: Rokocoko (2) 3' m, 12' c Toeava 25' c Williams 28' c Mauger (2) 30' c, 66' c Collins 32' c Masoe 34' m Hore 40' c Leonard 50' c Evans 59' c Ellis 61' c MacDonald 69' c Smith (2) 72' c, 79' c Hayman 76' c Con: Evans (14/16) | (Report) | Try: Cordeiro 48' c Con: D. Pinto (1/1) Pen: D. Pinto (1/1) 75' Drop: Gonçalo Malheiro (1/2) 22' | Stade de Gerland, Lyon Público: 40,729 Árbitro: Chris White |

| 18 de setembro 21:00                                                                             |          |         |                                                                     |
| Escócia                                                                                          | 42 – 0   | Romênia | Murrayfield Stadium, Edinburgh Público: 31,222 Árbitro: Nigel Owens |
| Tries: Paterson 2' c Hogg (3) 17' c, 46' c, 53' c R. Lamont (2) 36' c, 72' c Con: Paterson (6/6) | (Report) |         | Murrayfield Stadium, Edinburgh Público: 31,222 Árbitro: Nigel Owens |

| 19 de setembro 20:00                                                                                             |          |                    |                                                                |
| Itália | 31 – 5   | Portugal           | Parc des Princes, Paris Público: 45,476 Árbitro: Marius Jonker |
| Tries: Masi (2) 4' c, 77' c Ma. Bergamasco 72' m Con: Bortolussi (2/3) Pen: Bortolussi (4/4) 17', 30', 40+', 63' | (Report) | Try: Penalva 33' m | Parc des Princes, Paris Público: 45,476 Árbitro: Marius Jonker |

| 23 de setembro 17:00 |          | |                                                                       |
| Escócia              | 0 – 40   | Nova Zelândia | Murrayfield Stadium, Edinburgh Público: 64,558 Árbitro: Marius Jonker |
|                      | (Report) | Tries: McCaw 5' c Howlett (2) 15' c, 74' c Kelleher 33' c Williams 62' c Carter 65' c Con: Carter (2/5) Pen: Carter (2/3) 26', 43' | Murrayfield Stadium, Edinburgh Público: 64,558 Árbitro: Marius Jonker |

| 25 de setembro 20:00                                                         |          |                                                                   |                                                                    |
| Romênia                                                                      | 14 – 10  | Portugal                                                          | Stadium de Toulouse, Toulouse Público: 35,526 Árbitro: Paul Honiss |
| Tries: Tincu 63' c Corodeanu 72' c Con: Calafeteanu (1/1) Dan Dumbrava (1/1) | (Report) | Try: Ferreira 18' c Con: D.C. Pinto (1/1) Pen: Malheiro (1/1) 69' | Stadium de Toulouse, Toulouse Público: 35,526 Árbitro: Paul Honiss |

| 29 de setembro 13:00 |          |                                  |                                                                   |
| Nova Zelândia | 85 – 8   | Romênia                          | Stadium de Toulouse, Toulouse Público: 35,608 Árbitro: Joël Jutge |
| Tries: Sivivatu (2) 1' m, 24' c Masoe 10' c Rokocoko (3) 15' c, 58' c, 66' c Evans 18' m Mauger 37' m Toeava (2) 47' c, 80+' c Hore 64' c Smith 75' c Howlett 79' c Con: McAlister (4/7) Evans (6/6) | (Report) | Try: Tincu 31' m Pen: Vlaicu 72' | Stadium de Toulouse, Toulouse Público: 35,608 Árbitro: Joël Jutge |

| 29 de setembro 21:00                           |          |                                                                              |                                                                                 |
| Escócia                                        | 18 – 16  | Itália                                                                       | Stade Geoffroy-Guichard, Saint-Étienne Público: 34,701 Árbitro: Jonathan Kaplan |
| Pen: Paterson (6/6) 2', 6', 32', 35', 47', 53' | (Report) | Try: Troncon 13' c Con: Bortolussi (1/1) Pen: Bortolussi (3/6) 18', 56', 62' | Stade Geoffroy-Guichard, Saint-Étienne Público: 34,701 Árbitro: Jonathan Kaplan |

- Itália vs  Nova Zelândia
- Escócia vs  Portugal
- Itália vs  Romênia
- Nova Zelândia vs  Portugal
- Escócia vs  Romênia
- Itália vs  Portugal
- Escócia vs  Nova Zelândia
- Romênia vs  Portugal
- Nova Zelândia vs  Romênia
- Escócia vs  Itália

| Seleção       | Vitórias | Empates | Derrotas | Pontos a favor | Pontos contra | Bônus | Pontos |
| ------------- | -------- | ------- | -------- | -------------- | ------------- | ----- | ------ |
| Nova Zelândia | 4        | 0       | 0        | 309            | 35            | 4     | 20     |
| Escócia       | 3        | 0       | 1        | 116            | 66            | 2     | 14     |
| Itália        | 2        | 0       | 2        | 85             | 117           | 1     | 9      |
| Romênia       | 1        | 0       | 3        | 40             | 161           | 1     | 5      |
| Portugal      | 0        | 0       | 4        | 38             | 209           | 1     | 1      |

### Grupo D

vs
vs
vs
vs
vs
vs
vs
vs
vs
vs

| 7 de setembro 21:00                  |          |                                                              |                                                                       |
| França                               | 12 – 17  | Argentina                                                    | Stade de France, Saint-Denis Público: 79,312 Árbitro: Tony Spreadbury |
| Pen: Skrela (4/5) 7', 31', 40+', 60' | (Report) | Try: Corleto 27' m Pen: F. Contepomi (4/6) 5', 10', 24', 34' | Stade de France, Saint-Denis Público: 79,312 Árbitro: Tony Spreadbury |

| 9 de setembro 20:00 |          |                                                                                   |                                                                   |
| Irlanda | 32 – 17  | Namíbia                                                                           | Stade Chaban-Delmas, Bordeaux Público: 33,694 Árbitro: Joël Jutge |
| Tries: O'Driscoll 5' c Trimble 19' m Easterby 30' m Penalty try 49' c Flannery 76' m Con: O'Gara (2/5) Pen: O'Gara (1/1) 17' | (Report) | Tries: Nieuwenhuis 60' c Van Zyl 64' c Con: Wessels (2/2) Pen: Wessels (1/2) 40+' | Stade Chaban-Delmas, Bordeaux Público: 33,694 Árbitro: Joël Jutge |

| 11 de setembro 20:00 |          |                             |                                                             |
| Argentina | 33 – 3   | Geórgia                     | Stade de Gerland, Lyon Público: 40,240 Árbitro: Nigel Owens |
| Tries: Borges 47' c, 56' m Albacete 72' m Martín Aramburu 80' Con: F. Contepomi (1/3) Hernández (1/1) Pen: F. Contepomi (3/3) 12', 35', 54' | (Report) | Pen: Kvirikashvili (1/2) 2' | Stade de Gerland, Lyon Público: 40,240 Árbitro: Nigel Owens |

| 2007-09-15 21:00                                     |          |                                                                          |                                                                     |
| Irlanda                                              | 14 – 10  | Geórgia                                                                  | Stade Chaban-Delmas, Bordeaux Público: 33,807 Árbitro: Wayne Barnes |
| Tries: R. Best 17' c Dempsey 55' c Con: O'Gara (2/2) | (Report) | Try: Shkinin 45' c Con: Kvirikashvili (1/1) Pen: Kvirikashvili (1/2) 37' | Stade Chaban-Delmas, Bordeaux Público: 33,807 Árbitro: Wayne Barnes |

| 16 de setembro 21:00 |          |                                                                  |                                                                      |
| França | 87 – 10  | Namíbia                                                          | Stadium de Toulouse, Toulouse Público: 35,339 Árbitro: Alain Rolland |
| Tries: Heymans 7' m Marty 11' c Dusautoir 21' c Nallet (2) 32' c, 40+' c Clerc (3) 38' c, 59' c, 65' c Bonnaire 47' c Chabal (2) 49' c, 54' c Elissalde 56' c Ibañez 75' m Con: Elissalde (11/13) | (Report) | Try: Langenhoven 79' c Con: Losper (1/1) Drop: Wessels (1/1) 10' | Stadium de Toulouse, Toulouse Público: 35,339 Árbitro: Alain Rolland |

| 21 de setembro 21:00                                                       |          |                        |                                                                   |
| França                                                                     | 25 – 3   | Irlanda                | Stade de France, Saint-Denis Público: 80,267 Árbitro: Chris White |
| Tries: Clerc (2) 59' m, 69' m Pen: Elissalde (5/6) 7', 18', 22', 40+', 55' | (Report) | Drop: O'Gara (1/1) 37' | Stade de France, Saint-Denis Público: 80,267 Árbitro: Chris White |

| 22 de setembro 21:00 |          |                         |                                                                      |
| Argentina | 63 – 3   | Namíbia                 | Stade Vélodrome, Marseille Público: 55,067 Árbitro: Stuart Dickinson |
| Tries: Roncero 25' c Leguizamón (2) 35' m, 52' c M. Contepomi 38' c F. Contepomi 45' c Tiesi 55' m Corleto 58' m Penalty try 63' c Todeschini 71' c Con: Contepomi (4/7) Todeschini (2/2) Pen: F. Contepomi (2/2) 10', 20' | (Report) | Pen: Schreuder (1/1) 7' | Stade Vélodrome, Marseille Público: 55,067 Árbitro: Stuart Dickinson |

| 26 de setembro 18:00 |          |         |                                                                 |
| Geórgia | 30 – 0   | Namíbia | Stade Félix Bollaert, Lens Público: 32,549 Árbitro: Steve Walsh |
| Tries: Giorgadze 37' c Machkhaneli 70' c Kacharava 80+' c Con: Kvirikashvili (3/3) Pen: Kvirikashvili (3/6) 8', 26', 69' | (Report) |         | Stade Félix Bollaert, Lens Público: 32,549 Árbitro: Steve Walsh |

| 30 de setembro 15:00 |          |                                                  |                                                                |
| França | 64 – 7   | Geórgia                                          | Stade Vélodrome, Marseille Público: 58,695 Árbitro: Alan Lewis |
| Tries: Poitrenaud 6' c Nyanga 30' c Beauxis 37' c Dominici (2) 45' m, 57' m Bruno 52' c Nallet 63' c Martin 67' m Bonnaire 80' m Con: Beauxis (5/9) Pen: Beauxis (3/3) 4', 18', 24' | (Report) | Try: Z. Maisuradze 72' c Con: Urjukashvili (1/1) | Stade Vélodrome, Marseille Público: 58,695 Árbitro: Alan Lewis |

| 30 de setembro 17:00                                                         |          | |                                                              |
| Irlanda                                                                      | 15 – 30  | Argentina | Parc des Princes, Paris Público: 45,450 Árbitro: Paul Honiss |
| Tries: O'Driscoll 32' c Murphy 47' m Con: O'Gara (1/2) Pen: O'Gara (1/1) 20' | (Report) | Tries: Borges 17' m Agulla 39' c Con: F. Contepomi (1/2) Pen: F. Contepomi (3/4) 43', 62', 66' Drop: Hernández (3/5) 21', 36', 79' | Parc des Princes, Paris Público: 45,450 Árbitro: Paul Honiss |

- França vs  Argentina
- Irlanda vs  Namíbia
- Argentina vs  Geórgia
- Irlanda vs  Geórgia
- França vs  Namíbia
- França vs  Irlanda
- Argentina vs  Namíbia
- Geórgia vs  Namíbia
- França vs  Geórgia
- Irlanda vs  Argentina

| Seleção   | Vitórias | Empates | Derrotas | Pontos a favor | Pontos contra | Bônus | Pontos |
| --------- | -------- | ------- | -------- | -------------- | ------------- | ----- | ------ |
| Argentina | 4        | 0       | 0        | 143            | 33            | 2     | 18     |
| França    | 3        | 0       | 1        | 188            | 37            | 3     | 15     |
| Irlanda   | 2        | 0       | 2        | 64             | 82            | 1     | 9      |
| Geórgia   | 1        | 0       | 3        | 50             | 111           | 1     | 5      |
| Namíbia   | 0        | 0       | 4        | 30             | 212           | 0     | 0      |

## Fase final
|  | Quartas de final                            | Quartas de final                             |                                              |           | Semifinais     | Semifinais     |  |  | Final                                   | Final |
|  |                                             |                                              |                                              |           |                |                |  |  |                                         |       |
|  | 6 de outubro - Stade Vélodrome, Marseille   |                                              |                                              |           |                |                |  |  |                                         |       |
|  |                                             |                                              |                                              |           |                |                |  |  |                                         |       |
|  | Austrália                                   | 10                                           |                                              |           |                |                |  |  |                                         |       |
|  | Austrália                                   | 10                                           | 13 de outubro - Stade de France, Saint-Denis |           |                |                |  |  |                                         |       |
|  | Inglaterra                                  | 12                                           |                                              |           |                |                |  |  |                                         |       |
|  | Inglaterra                                  | 12                                           | Inglaterra                                   | 14        |                |                |  |  |                                         |       |
|  | 6 de outubro - Millennium Stadium, Cardiff  |                                              | Inglaterra                                   | 14        |                |                |  |  |                                         |       |
|  |                                             | França                                       | 9                                            |           |                |                |  |  |                                         |       |
|  | Nova Zelândia                               | França                                       | 9                                            | 18        |                |                |  |  |                                         |       |
|  | Nova Zelândia                               |                                              | 20 de outubro - Stade de France, Saint-Denis | 18        |                |                |  |  |                                         |       |
|  | França                                      | 20                                           |                                              |           |                |                |  |  |                                         |       |
|  | França                                      | 20                                           | Inglaterra                                   | 6         |                |                |  |  |                                         |       |
|  | 7 de outubro - Stade Vélodrome, Marseille   |                                              | Inglaterra                                   | 6         |                |                |  |  |                                         |       |
|  |                                             | África do Sul                                | 15                                           |           |                |                |  |  |                                         |       |
|  | África do Sul                               | África do Sul                                | 15                                           | 37        |                |                |  |  |                                         |       |
|  | África do Sul                               | 14 de outubro - Stade de France, Saint-Denis |                                              | 37        |                |                |  |  |                                         |       |
|  | Fiji                                        | 20                                           |                                              |           |                |                |  |  |                                         |       |
|  | Fiji                                        | 20                                           | África do Sul                                | 37        | Terceiro lugar | Terceiro lugar |  |  |                                         |       |
|  | 7 de outubro - Stade de France, Saint-Denis |                                              | África do Sul                                | 37        | Terceiro lugar | Terceiro lugar |  |  |                                         |       |
|  |                                             | Argentina                                    | 13                                           |           |                |                |  |  |                                         |       |
|  | Argentina                                   | Argentina                                    | 13                                           | 19        | França         | 10             |  |  |                                         |       |
|  | Argentina                                   |                                              |                                              | 19        | França         | 10             |  |  |                                         |       |
|  | Escócia                                     | 13                                           |                                              | Argentina | 34             |                |  |  |                                         |       |
|  | Escócia                                     | 13                                           |                                              |           | 34             |                |  |  |                                         |       |
|  |                                             |                                              |                                              |           |                |                |  |  | 19 de outubro - Parc des Princes, Paris |       |
|  |                                             |                                              |                                              |           |                |                |  |  |                                         |       |

### Quartas de final
| 6 de outubro 15:00                                           |          |                                         |                                                                   |
| Austrália                                                    | 10 – 12  | Inglaterra                              | Stade Vélodrome, Marseille Público: 59,102 Árbitro: Alain Rolland |
| Try: Tuqiri 33' c Con: Mortlock (1/1) Pen: Mortlock (1/4) 6' | (Report) | Pen: Wilkinson (4/7) 22', 25', 51', 59' | Stade Vélodrome, Marseille Público: 59,102 Árbitro: Alain Rolland |

| 6 de outubro 21:00                                                                 |          | |                                                                   |
| Nova Zelândia                                                                      | 18 – 20  | França                                                                                               | Millennium Stadium, Cardiff Público: 71,669 Árbitro: Wayne Barnes |
| Tries: McAlister 17' c So'oialo 63' m Con: Carter (1/1) Pen: Carter (2/2) 14', 31' | (Report) | Tries: Dusautoir 54' c Jauzion 69' c Con: Beauxis (1/1) Élissalde (1/1) Pen: Beauxis (2/3) 40+', 46' | Millennium Stadium, Cardiff Público: 71,669 Árbitro: Wayne Barnes |

| 7 de outubro 15:00 |          |                                                                        |                                                                |
| África do Sul | 37 – 20  | Fiji                                                                   | Stade Vélodrome, Marseille Público: 55,943 Árbitro: Alan Lewis |
| Tries: Fourie 13' m Smit 35' m Pietersen 51' c Smith 70' c James 80' c Con: Montgomery (3/5) Pen: Steyn (1/1) 8' Montgomery (1/2) 63' | (Report) | Tries: Delasau 57' c Bobo 59' c Con: Bai (2/2) Pen: Bai (2/2) 26', 44' | Stade Vélodrome, Marseille Público: 55,943 Árbitro: Alan Lewis |

| 7 de outubro 21:00                                                                                       |          |                                                                                |                                                                  |
| Argentina                                                                                                | 19 – 13  | Escócia                                                                        | Stade de France, Saint-Denis Público: 76,866 Árbitro: Joël Jutge |

vs
vs
vs
vs

| Try: Longo 33' c Con: F. Contepomi (1/1) Pen: F. Contepomi (3/4) 23', 29', 43' Drop: Hernández (1/4) 54' | (Report) | Try: Cusiter 63' c Con: Paterson (1/1) Pen: Parks (1/2) 16' Paterson (1/1) 38' | Stade de France, Saint-Denis Público: 76,866 Árbitro: Joël Jutge |

- Austrália vs  Inglaterra
- Nova Zelândia vs  França
- África do Sul vs  Fiji
- Argentina vs  Escócia

### Semifinais
| 13 de outubro 21:00                                                      |          |                                 |                                                                       |
| Inglaterra                                                               | 14 – 9   | França                          | Stade de France, Saint-Denis Público: 80,283 Árbitro: Jonathan Kaplan |

vs
vs

| Try: Lewsey 2' m Pen: Wilkinson (2/3) 47', 75' Drop: Wilkinson (1/4) 78' | (Report) | Pen: Beauxis (3/3) 8', 18', 44' | Stade de France, Saint-Denis Público: 80,283 Árbitro: Jonathan Kaplan |

| 14 de outubro 21:00                                                                                                  |          |                                                                                  |                                                                   |
| África do Sul | 37 – 13  | Argentina                                                                        | Stade de France, Saint-Denis Público: 77,055 Árbitro: Steve Walsh |
| Tries: Du Preez 7' c Habana (2) 32' c, 76' c Rossouw 40' c Con: Montgomery (4/4) Pen: Montgomery (3/3) 17', 71', 75' | (Report) | Try: M. Contepomi 45' c Con: F. Contepomi (1/1) Pen: F. Contepomi (2/4) 15', 30' | Stade de France, Saint-Denis Público: 77,055 Árbitro: Steve Walsh |

- Inglaterra vs  França
- África do Sul vs  Argentina

### Terceiro lugar

vs

| 19 de outubro 21:00                                               |          | |                                                              |
| França                                                            | 10 – 34  | Argentina | Parc des Princes, Paris Público: 45,958 Árbitro: Paul Honiss |
| Try: Poitrenaud 69' c Con: Beauxis (1/1) Pen: Élissalde (1/1) 18' | (Report) | Tries: F. Contepomi (2) 28' c, 77' c Hasan 32' c Martín Aramburú 53' m Corleto 65' m Con: F. Contepomi (3/5) Pen: F. Contepomi (1/1) 21' | Parc des Princes, Paris Público: 45,958 Árbitro: Paul Honiss |

- França vs  Argentina

### Final
| 20 de outubro 21:00           |          |                                                         |                                                                     |
| Inglaterra                    | 6 – 15   | África do Sul                                           | Stade de France, Saint-Denis Público: 80,430 Árbitro: Alain Rolland |

vs

| Pen: Wilkinson (2/2) 13', 44' | (Report) | Pen: Montgomery (4/4) 7', 16', 40', 51' Steyn (1/2) 62' | Stade de France, Saint-Denis Público: 80,430 Árbitro: Alain Rolland |

- Inglaterra vs  África do Sul

## Campeã
| Copa do Mundo de Rugby Union de 2007 |
| ------------------------------------ |
| África do Sul (2º título)            |

## Estatísticas

### Times
- Maior número de pontos:  Nova Zelândia (327)
- Maior número de Tries:  Nova Zelândia (48)
- Maior número de conversões:  Nova Zelândia (36)
- Maior número de penalidades:  Argentina (18)
- Maior número de Drop Goals:  Inglaterra (5)
- Maior número de cartões amarelos:  Estados Unidos (5)
- Maior número de cartões vermelhos:  Namíbia e  Tonga (1)

### Jogadores
- Maior número de pontos:  Percy Montgomery (93)
- Maior número de Tries:  Bryan Habana (8)
- Maior número de conversões:  Percy Montgomery (22)
- Maior número de penalidades:  Felipe Contepomi (18)
- Maior número de Drop Goals:  Jonny Wilkinson (5)
- Maior número de cartões amarelos:
- Maior número de cartões vermelhos:  Jacques Nieuwenhuis e  Hale T-Pole (1)